# Veikko Karppinen
Veikko Karppinen (* 30. Januar 1986 in Kajaani) ist ein finnischer Eishockeyspieler, der seit 2011 bei Hokki Kajaani in der Mestis unter Vertrag steht. 

## Karriere
Veikko Karppinen begann seine Karriere als Eishockeyspieler in seiner Heimatstadt in der Nachwuchsabteilung von Hokki Kajaani, für dessen Profimannschaft er in der Saison 2003/04 sein Debüt in der Mestis, der zweiten finnischen Spielklasse, gab. Anschließend wechselte er zu den U20-Junioren von Kärpät Oulu, für dessen Profimannschaft er in der Saison 2006/07 erstmals in der SM-liiga spielte. Gleich in seiner ersten Spielzeit bei Kärpät wurde er mit dem Team Finnischer Meister. In 38 Spielen hatte Karppinen vier Punkte, darunter zwei Tore, erzielt. In der folgenden Spielzeit erhielt der Angreifer noch mehr Eiszeit und bereitete fünf Tore in 48 Spielen vor. Zudem durfte er erstmals in den Playoffs spielen, in denen er in zwei Partien punkt- sowie straflos blieb und mit Kärpät zum zweiten Mal hintereinander Meister wurde. In der Saison 2008/09 stand Karppinen in allen vier Gruppenspielen Kärpäts in der Champions Hockey League auf dem Eis und wurde mit seiner Mannschaft in der SM-liiga Vize-Meister. 
Zur Saison 2011/12 kehrte Karppinen fest zu seinem Heimatverein Hokki Kajaani in die Mestis zurück, nachdem er bereits in den Vorjahren gelegentlich als Leihspieler für die Mannschaft auflief. 

## Erfolge und Auszeichnungen
- 2007 Finnischer Meister mit Kärpät Oulu
- 2008 Finnischer Meister mit Kärpät Oulu
- 2009 Finnischer Vizemeister mit Kärpät Oulu

## SM-liiga-Statistik
(Stand: Ende der Saison 2010/11)